# 超級瑪利歐樂園3 瓦利歐樂園
《超級瑪利歐樂園3 瓦利歐樂園》（常稱為“瓦利歐樂園”）是1994年1月21日任天堂在Game Boy發售超級瑪利歐樂園系列的第3部作品，亦是最後一部作品。這次主角換成在《超級瑪利歐樂園2 六個金幣》中擔任最終首領的瓦力欧擔任主角，是開啟瓦力欧系列的第一部作品。

## 故事背景
故事延續《超級瑪利歐樂園2 六個金幣》之後的劇情。瓦利歐被瑪利歐打敗逐出瑪利歐城後，瓦利歐想另起爐灶在別處蓋自己的城堡建立自己的根據地，於是獨自一人出海去尋寶。恰好他聽到碧姬公主的黃金雕像被惡名昭彰的海賊團「黑糖團」盜走的傳言，於是瓦利歐就決定到黑糖團的根據地「廚房島」搶奪寶物並欲奪取黃金雕像。瓦利歐最後能夠擊潰黑糖團奪回黃金雕像嗎？他最後究竟能蓋出什麼樣的城呢？

## 遊戲人物
瓦利歐
本遊戲的主角，為了奪寶與蓋城堡建立根據地而勇闖黑糖團的廚房島。
糖漿船長
盤據廚房島的「黑糖團」女首腦，後來被瓦利歐擊敗而逃亡。角色於本作首次登場，其後在續作《瓦利歐樂園2 被盜的財寶》與《瓦利歐樂園Shake》出現過。
神燈精靈
本作最終首領，受到黑糖團女船長控制的神燈精靈，後來瓦利歐擊敗黑糖團女船長後會將瓦利歐的財寶變換住所，小至雀鳥屋大至星球。
瑪利歐
遊戲最後駕駛直升機出現運走被盜走的碧姬公主黃金雕像。

## 秘密修改遊戲
進入到任一關的時候按下【開始】再按【選擇】16下後，瓦利歐命的隻數（個位數）會有出現一個會閃的框框，然後同時按 A和B，移動到想改的地方再按上下調整即可，若移到瓦利歐的頭那邊，即可改變帽子及大小。

## 外部連結
- スーパーマリオランド3 ワリオランド （页面存档备份，存于）任天堂（日語）
- スーパーマリオランド3 ワリオランド （页面存档备份，存于）3DS Virtual Console（日語）